# Firma Oponiarska Dębica
Firma Oponiarska Dębica (Dębica, Tire Company Dębica) – przedsiębiorstwo przemysłu chemicznego z siedzibą w Dębicy, wytwarzające opony i prefabrykaty do produkcji opon. Od 1995 spółka wchodzi w skład amerykańskiego koncernu Goodyear, który ma w posiadaniu 87,25% kapitału akcyjnego.

## Historia
Fabryka Gum Jezdnych w Dębicy powstała w 1937 w ramach Centralnego Okręgu Przemysłowego jako filia poznańskiego „Stomilu”. Jej współzałożycielem i pierwszym dyrektorem był mjr Stefan Dwornik.
30 marca 1939 w Dębicy wyprodukowano pierwsze opony, które zostały opracowane przez poznańskich konstruktorów na podstawie licencji współpracującego ze Stomilem amerykańskiego przedsiębiorstwa General Tire and Rubber Company. 4 kwietnia 1939 nastąpiło oficjalne otwarcie Fabryki Gum Jezdnych w Dębicy.
W 1940 podczas okupacji niemieckiej zakłady zostały zajęte przez koncern Continental Gummiwerke AG z Hanoweru, który przekształcił ją w warsztaty naprawcze, wywożąc linię produkcyjną w głąb Rzeszy.
W 1949 zakład został upaństwowiony i rozpoczął funkcjonowanie pod nazwą Zakłady Przemysłu Gumowego Dębica. Kilka lat później dodano do nazwy przedsiębiorstwa znak Degum i od tej chwili, aż do początku lat 70. XX w., używano nazw: ZPGum, ZPG Dębica lub Degum.
W 1964 uruchomiono produkcję opon rowerowych przeniesioną ze Stomil-Poznań
W marcu 1970 podjęto decyzję o zmianie nazwy na Dębickie Zakłady Opon Samochodowych Stomil.
W 1973 roku rozpoczęto produkcję dętkowych opon promieniowych o symbolu D-90 – uniwersalnych oraz S-16 błotno-śniegowe (zimowych).
Na dębickich oponach Stomil 175 SR-13 D-90 w 1973 roku kierowcy Fiata 125p pobili pod Wrocławiem rekord prędkości w jeździe non stop. Z okazji tego wydarzenia oponie D-90 została nadana nazwa „Rekord”.
W czerwcu 1976 wyprodukowano pierwszą oponę radialną z rzeźbą bieżnika D-124 na licencji belgijskiej filii amerykańskiej firmy Uniroyal.
W 1988 oddano do użytku nową Wytwórnię Opon Ciężarowych i Rolniczych.
W 1991 przekształcono przedsiębiorstwo państwowe Dębickie Zakłady Opon Samochodowych „Stomil” w jednoosobową spółkę Skarbu Państwa. 12 listopada 1993 przedsiębiorstwo przyjęło nazwę Firma Oponiarska Dębica Spółka Akcyjna, w skrócie T.C. Dębica S.A. 24 listopada 1994 akcje spółki wprowadzono na warszawską Giełdę Papierów Wartościowych.
2 grudnia 1995 roku Minister Przekształceń Własnościowych Wiesław Kaczmarek i prezes Goodyear Tire and Rubber Company Stanley C. Gault, podpisali umowę o sprzedaży 32,7 proc. akcji spółki T.C. Dębica. Na przełomie 1995 i 1996 Goodyear Tire and Rubber Company objął większościowy pakiet akcji.
Wiosną 1996 roku do oferty została włączona opona Dębica Quartet, powstała już we współpracy specjalistów z Dębicy i Goodyeara.
W 2006 przedsiębiorstwo zaprzestało produkcji opon i dętek rowerowych.
W maju 2007 ogłoszono plan inwestycji „w rozwój produkcji opon do samochodów o wysokich osiągach(HP).
W nocy z 19 na 20 sierpnia 2023 w fabryce przedsiębiorstwa wybuchł pożar, który strawił jedną z hal produkcyjnych wraz ze znajdującymi się w niej maszynami. Według wstępnych szacunków z października 2023 starty wyniosły od 230 do 270 milionów złotych.

## Działalność

### Asortyment produktów

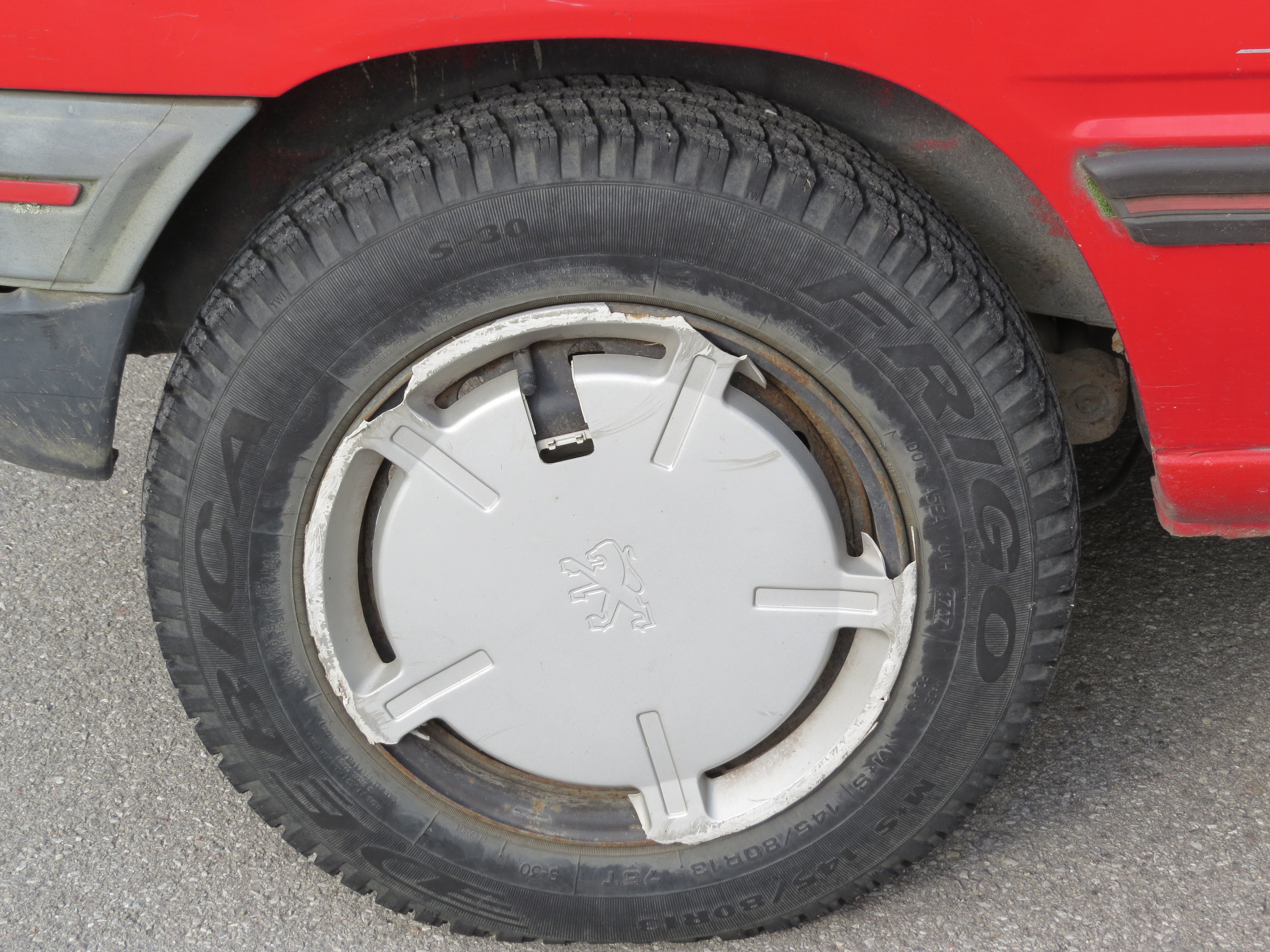
Opona Dębica Frigo S-30

Z linii produkcyjnych przedsiębiorstwa schodzą opony z logo Dębica, Goodyear, Dunlop, Fulda i Sava. W 2006 na eksport trafiło około trzy czwarte wartości produkcji – m.in. do Niemiec, Francji, Słowenii, Wlk. Brytanii, Turcji.

## Dyrektorzy[6]
- 1952–1954 Tomasz Gorączniak,
- 1955–1966 Ignacy Lis,
- 1966–1971 Henryk Martyniuk,
- 1971–1981 Józef Stróżyk,
- 1981–1989 Andrzej Tarnowski,
- 1989–1990 Henryk Mitręga,
- 1990–2007 Zdzisław Chabowski,
- 2008-2014 Jacek Pryczek,
- 2014-2017 Stanisław Cieszkowski,
- 2017-2023 Leszek Szafran,
- od 2023 Ireneusz Maksymiuk.